# Gens Carfulena
La gens Carfulena era una familia plebeya de la antigua Roma, hacia el final de la República. La gens fue mejor conocida por Décimo Carfuleno, quien sirvió a órdenes de Julio César durante la segunda guerra civil de la República romana. Otros miembros se conocen por inscripciones.

## Miembros
- Décimo Carfuleno, que sirvió bajo César durante la Guerra de Alejandrina en el 47 a. C., fue tribuno de la plebe en 44, el año del asesinato de César, y posteriormente murió en la Batalla de Mutina, en 43.[2][3][4]
- Publio Carfuleno, antiguo maestro de Publio Carfuleno Modesto.[5]
- Publio Carfuleno Modesto, un liberto mencionado en una inscripción en Aquilea.
- Publio Carfuleno Princeps, un liberto mencionado en una inscripción en Aquilea.